# 県道202号 (台湾)
県道202号（けんどう202ごう）は、澎湖県馬公市東衛から同県湖西郷裡正角を結ぶ、全長12.556kmの台湾の県道である。

## 通過する自治体
- 澎湖県
  - 馬公市
  - 湖西郷

## 接続する道路
- 県道203号
- 県道204号

## 施設
- 成功国小学校
- 西渓国小学校
- 湖西国中学校
- 湖西国小学校
- 菓葉国小学校